# ماجدولين الشارني
ماجدولين الشارني ولدت في 21 فبراير 1981 في منزل بورقيبة وأصيلة ولاية الكاف، هي سياسية تونسية.
كانت عضوة بجمعية صيانة المدينة بالكاف ورئيسة غرفة نساء الأعمال بالكاف التابع للاتحادالتونسي للصناعة والتجارة وهي متحصلة، على شهادة مهندس معماري من المدرسة الوطنية للهندسة والتعمير بتونس.
عينت في 2015 ككاتبة للدولة مكلفة بملف شهداء وجرحى الثورة التونسية، ثم أصبحت في 2016، وزيرة الشباب والرياضة في حكومة يوسف الشاهد.

## مقالات ذات صلة
- وزارة الشباب والرياضة (تونس)
- حكومة يوسف الشاهد